# Daughter
Ne doit pas être confondu avec Daughters.
Daughter est un groupe de shoegazing britannique, originaire de Londres, en Angleterre. Le groupe est formé par la chanteuse Elena Tonra et mêle plusieurs genres musicaux tels que la folk contemporaine, la dream pop et quelques sonorités electro qui donnent un rendu planant. Ils sont notamment repérés grâce au succès de leur premier album If You Leave (2013), et de leur titre Youth.

## Biographie

### Débuts
De racines irlando-italiennes, Elena Tonra a grandi à Northwood, Londres, avec son frère aîné, Kieran. De par son grand-père irlandais, elle se familiarise avec la musique traditionnelle irlandaise dès le plus jeune âge. Son intérêt musical s'accroit lorsqu'elle écoute une copie de l'album Grace de Jeff Buckley. Harcelée à l'école, elle « écrit des morceaux émotionnels sur la vie. » Changer d'école à 12 ans aura un impact sur elle ; depuis, Tonra écrit « tout ce qui est difficile à dire, même lorsqu'on est adulte. »
Tonra commence sa carrière musicale en jouant des concerts acoustiques sous son propre nom à Londres. Haefeli participera à l'un d'entre eux. Originaire de Neuchâtel, en Suisse romande, Haefeli a aussi étudié à l'Institute of Contemporary Music Performance où il fera la rencontre de Tonra pendant les écritures. Ils commencent à jouer ensemble, Haefeli endossant la guitare. Après une première démo, Daughter auto-produit un premier EP, His Young Heart, le 20 avril 2011, enregistré dans le dortoir de Haefeli. Plus tard la même année, ils publient un autre EP, The Wild Youth, le 2 octobre chez Communion Records. Le DJ de la BBC Radio 1 Huw Stephens les invite à jouer aux sessions Maida Vale pour son émission.
Tonra et Haefeli commencent à éprouver des sentiments l'un pour l'autre et le guitariste insiste pour « garder vie personnelle et vie de groupe à part. » En 2012, les membres sont en tête d'affiche d'un spectacle dans une salle de 700 places au nord de Londres et signent avec le label anglais 4AD.

### If You Leave
Le groupe publie son premier album, If You Leave, en mars 2013. Classé 16e des charts britanniques, il est bien accueilli par la presse spécialisée ; « un album aussi merveilleusement conçu que If You Leave c'est quelque chose qu'il faut suivre du début à la fin », explique Drowned in Sound dans sa critique qui note l'album 9 sur 10 ; The Fly attribue à l'album une note de 4 sur 5. Daughter remporte aussi l'« album indépendant de l'année » pour If You Leave aux AIM Independent Music Awards de Londres. Le groupe commence une longue tournée en soutien à l'album et recrute Luke Saunders.
Pendant les deux premiers mois de 2014, le groupe traverse l'Asie et l'Australasie pendant le St Jerome's Laneway Festival. En avril, Daughter joue en soutien à The National pendant ses six dates américaines et annonce la sortie de l'EP 4AD Sessions, une collaboration avec le compositeur Joe Duddell. Il comprend cinq morceaux joués au Portmeirion,.

### Nouveaux albums
Le 30 septembre 2015, le groupe annonce un deuxième album, Not to Disappear, publié le 15 janvier 2016. Le premier single, Doing the Right Thing, est diffusé comme clip. Not to Disappear est précédé par le clip du deuxième single, Numbers en novembre 2015. Le 28 juillet 2016, le clip de No Care est mis en ligne.
En 2017, le groupe compose la bande originale du jeu vidéo Life is Strange: Before The Storm. L'ensemble des compositions originales du groupe pour le jeu sortent le 1er septembre 2017 sur un album intitulé Music from Before The Storm. La bande originale du jeu comprend également deux anciennes chansons du répertoire du groupe.
En janvier 2023, le groupe sort un single, Be on your way, prélude à un troisième album intitulé Stereo Mind Game, dont la sortie est prévue pour le 7 avril de la même année . La  critique sera majoritairement positive soulignant la subtilité des arrangements ; un voyage musical touchant à la nostalgie.

## Discographie

### Albums studio
- 2012 : Smother (4AD)
- 2013 : Still (4AD)
- 2013 : If You Leave (4AD)
- 2016 : Not to Disappear (4AD)
- 2017 : Music from Before the Storm
- 2023 : Stereo Mind Game

### EP
- 2010 : Demos (auto-produit)
- 2011 : His Young Heart (auto-produit)
- 2011 : The Wild Youth (Communion)

### Singles
- 2023 : Swim Back
- 2023 : Party
- 2023 : Be On Your Way
- 2016 : The End
- 2013 : Human
- 2012 : Smother